# Prima
Prima là một chi nhện trong họ Hersiliidae.